# Evarcha seyun
Evarcha seyun là một loài nhện trong họ Salticidae.
Loài này thuộc chi Evarcha. Evarcha seyun được Wanda Wesołowska & Antonius van Harten miêu tả năm 2007.